# Harde-bollenmodel

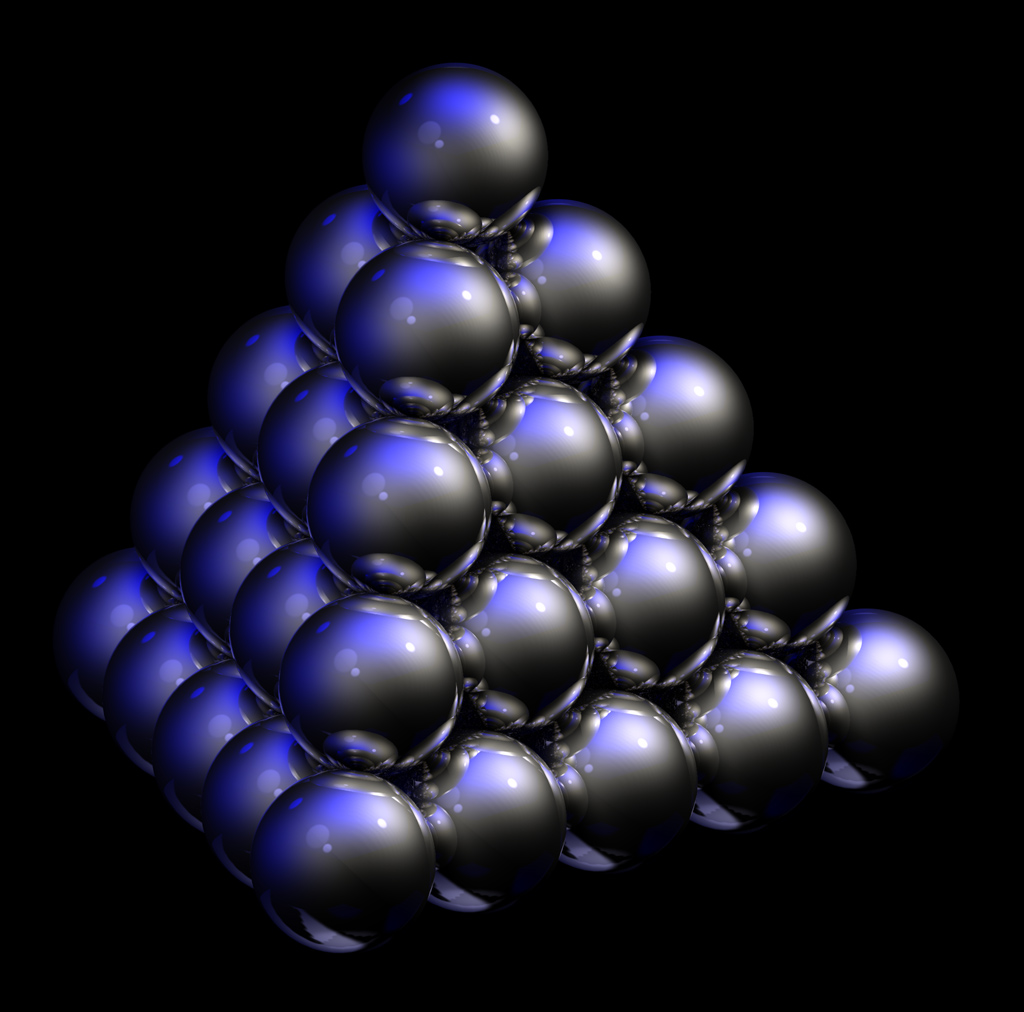
voorbeeld van een dichtste bolstapeling

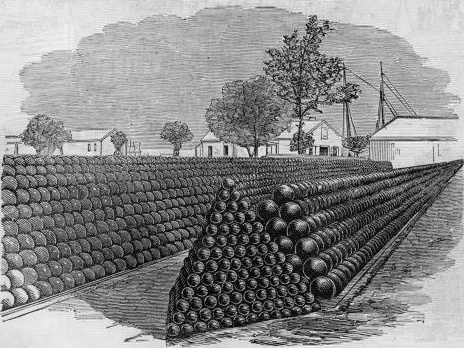
gestapelde kanonskogels
1861

Het hardebollenmodel is een model voor materie, waarbij de moleculen of anderszins de samenstellende delen als harde bollen worden voorgesteld. De bollen kunnen niet worden vervormd, dus kunnen niet worden samengedrukt of doordrongen.

## Geschiedenis
Thomas Harriot hield zich omstreeks 1585 in opdracht van Sir Rayleigh als eerste bezig met de wiskunde van het stapelen van kanonskogels op het scheepsdek. Johannes Kepler was de eerste, in 1611, die het vermoeden uitte, dat er voor gestapelde bollen een maximale pakkingsfactor bestaat, maar bewees zijn vermoeden nog niet. Het vermoeden werd naar hem het vermoeden van Kepler genoemd. Carl Friedrich Gauss gaf in 1831 nog geen algemeen bewijs, maar kon wel bewijzen dat er een dichtste bolstapeling is, wanneer de bollen in een regelmatig rooster liggen. Thomas Hales toonde pas in 1998 met grote zekerheid aan, dat de genoemde pakkingsfactor de maximaal haalbare is. Wu-Yi Hsiang claimde in 1990 het bewijs te hebben gevonden, maar dat wordt niet algemeen erkend. Hales bouwde op eerder werk van László Fejes Tóth uit 1953 voort.

## Gestapelde bollen
Er zijn voor harde bollen verschillende mogelijkheden om ze zo te stapelen dat ze de dichtste bolstapeling halen. De pakkingsfactor daarvoor heeft de volgende waarde:
{\displaystyle \eta ={\frac {\pi }{3{\sqrt {2}}}}\simeq 0.74048}
Met andere woorden in een kubisch volume van 1000 liter passen dan 740 bollen van elk 1 liter.
Wanneer de bollen in een kubusvorm worden opgestapeld, primitief kubisch, geeft dat de laagst mogelijke pakkingsfactor:
{\displaystyle \eta ={\frac {\pi }{6}}\simeq 0.52360}
Ingeval de bollen hexagonaal, maar recht boven elkaar, in lagen worden gestapeld is de pakkingsgraad hoger:
{\displaystyle \eta ={\frac {\pi }{3{\sqrt {3}}}}\simeq 0.60640}
Wanneer de bollen, het mogen ook kanonskogels of sinaasappels zijn, willekeurig worden verdeeld is de maximale pakkingsdichtheid klaarblijkelijk nog hoger.
{\displaystyle \eta =0.6366\pm 0.0004}
Met andere woorden in een volume van 1000 liter passen slechts 636 bollen van elk 1 liter, wanneer ze willekeurig maar toch als het ware uitgeschud tegen elkaar aanliggen.
De bovengenoemde waarde voor een amorfe structuur ligt dichtbij:
{\displaystyle {\frac {2}{\pi }}\simeq 0.63662}
Er is geen geometrisch verband, maar het gemiddelde van de kubische 0,524 en dichtste stapeling 0,740 komt op 0,632 uit.
Zowel de kubische als de hexagonale structuur komen in veel gevallen van hetzelfde element voor, omdat het verschil in vrije energie tussen de verschillende metastabiele, allotrope kristalstructuren over het algemeen klein is.

## Hardebollengas
Een hardebollengas is een model voor moleculen die in de gasfase elkaar niet aantrekken, maar alleen afstoting ondervinden zodra zij elkaar raken. De eigenschappen van dit gas kunnen met een viriaalvergelijking worden beschreven.

### Definitie voor de repulsie
Harde bollen met een straal {\displaystyle \sigma } hebben de volgende paar wisselwerkingspotentiaal:
{\displaystyle V(\mathbf {r} _{1},\mathbf {r} _{2})=\left\{{\begin{matrix}0&{\mbox{als}}\quad |\mathbf {r} _{1}-\mathbf {r} _{2}|\geq 2\sigma \\\infty &{\mbox{als}}\quad |\mathbf {r} _{1}-\mathbf {r} _{2}|<2\sigma \end{matrix}}\right.}
met {\displaystyle \mathbf {r} _{1}} en {\displaystyle \mathbf {r} _{2}} de positie van de bollen 1 en 2.
Met deze vergelijking zijn de viriaalcoëfficiënten te berekenen.

### Viriaalcoëfficiënten
Het berekenen van de viriaalcoëfficiënten is een bekend onderwerp in de statistische thermodynamica. De eerste drie viriaalcoëfficiënten voor harde bollen kunnen analytisch worden afgeleid. Deze zijn:
| {\displaystyle {\frac {B_{2}}{v_{0}}}}       | = | {\displaystyle 4{\frac {}{}}} |
| {\displaystyle {\frac {B_{3}}{{v_{0}}^{2}}}} | = | {\displaystyle 10{\frac {}{}}} |
| {\displaystyle {\frac {B_{4}}{{v_{0}}^{3}}}} | = | {\displaystyle -{\frac {712}{35}}+{\frac {219{\sqrt {2}}}{35\pi }}+{\frac {4131}{35\pi }}\arccos {\frac {1}{\sqrt {3}}}\approx 18.365} |
Hogere ordes kunnen door Monte-Carlosimulatie worden benaderd. De nauwkeurigheid van deze methode wordt groter naarmate er met meer kogels in de simulatie wordt gerekend. De berekening op deze manier kost veel minder tijd. De volgende waarden zijn gevonden:
| {\displaystyle {\frac {B_{5}}{{v_{0}}^{4}}}} | = | {\displaystyle 28.24\pm 0.08} |
| {\displaystyle {\frac {B_{6}}{{v_{0}}^{5}}}} | = | {\displaystyle 39.5\pm 0.4}   |
| {\displaystyle {\frac {B_{7}}{{v_{0}}^{6}}}} | = | {\displaystyle 56.5\pm 1.6}   |
De beschrijvingen van hardebollen-gassen vormen in de statistische thermodynamica een limietgeval voor het beschrijven van gasmoleculen, en bieden daarmee een mogelijkheid om de afstoting van moleculen te modelleren. Met de bovenstaande definitie voor de paarpotentiaal in een hardebollengas kan men echter geen faseovergangen, naar de vloeistoffase, modelleren. Daarvoor is ook een aantrekkende wisselwerking noodzakelijk zoals bij een Van der Waalsgas.